# Chráněná krajinná oblast Český kras

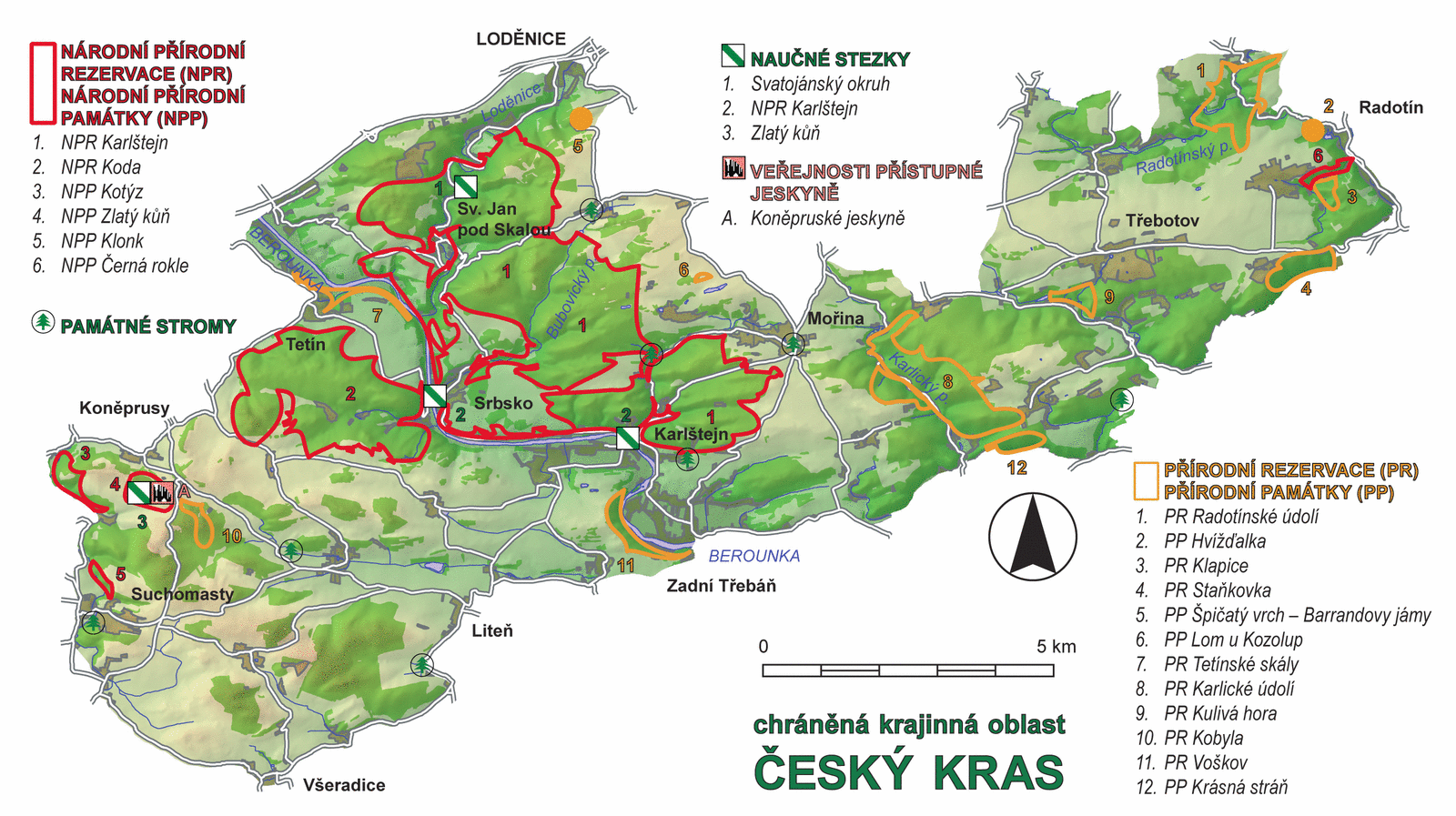
Mapa Českého krasu

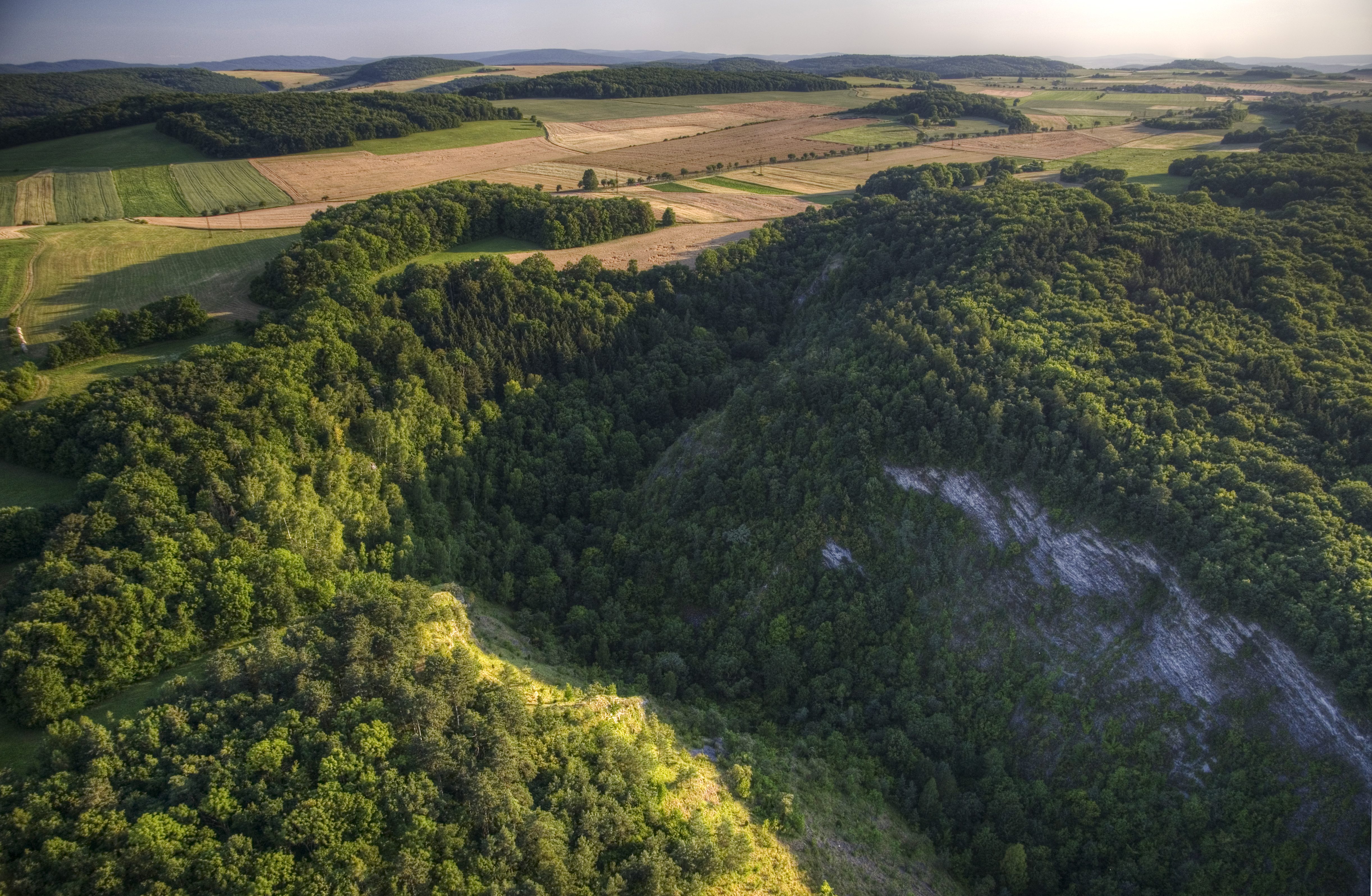
Císařská rokle – (NPR Koda)

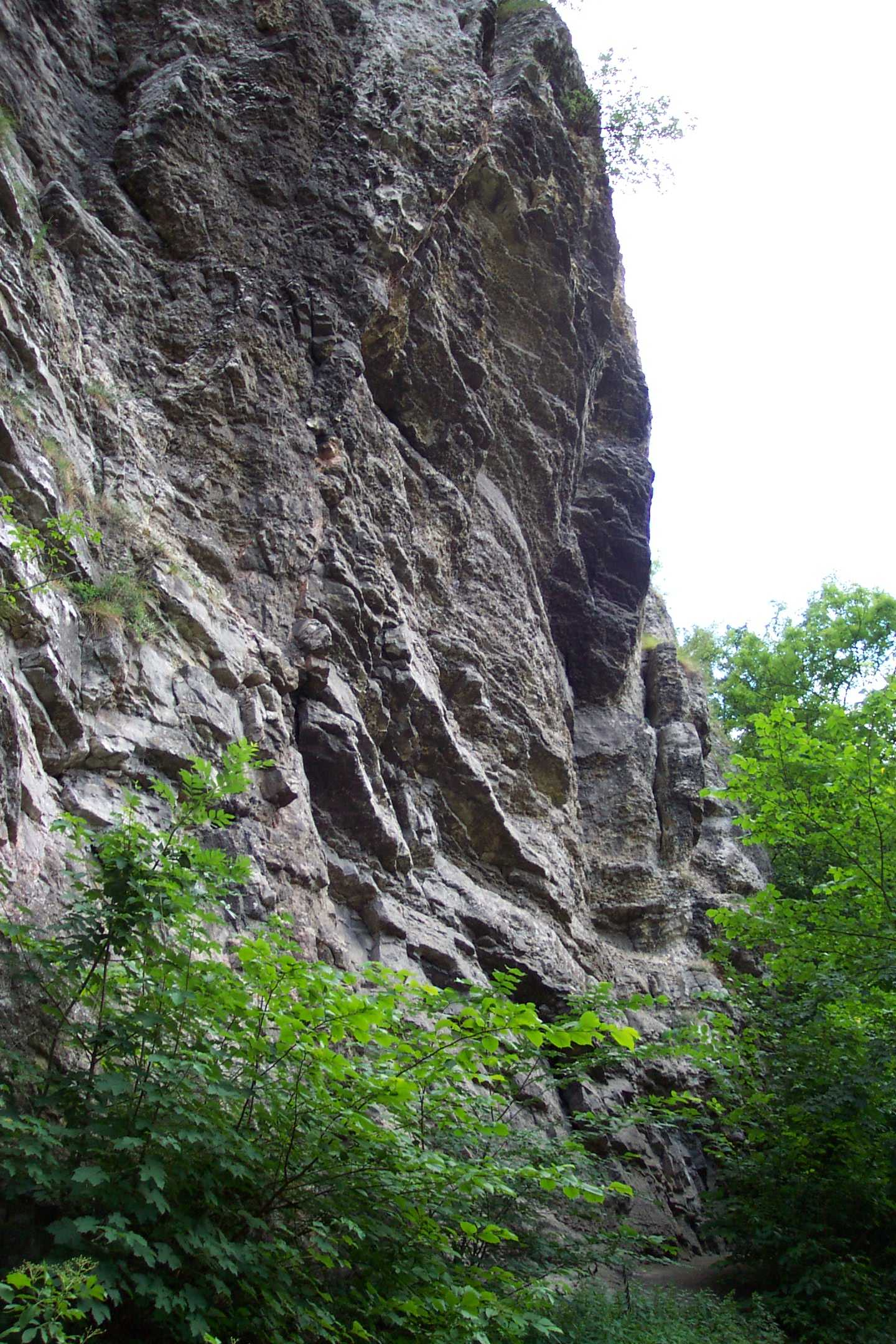
Skály nedaleko Svatého Jána pod Skalou

Chráněná krajinná oblast Český kras (CHKO Český kras) je chráněná krajinná oblast v Česku. Vyhlášena byla 19. září 1972. Správa CHKO sídlí v Karlštejně, Dům přírody se nachází u Koněpruských jeskyní nedaleko Koněprus. Rozloha CHKO činí 132 km², nadmořská výška se pohybuje v rozmezí 199 až 499 metrů, nejvyšším bodem je vrchol Bacína.
CHKO byla vyhlášena k ochraně nejcennější části barrandienské pánve, Českého krasu. Nachází se převážně ve Středočeském kraji mezi Prahou (okrajovou částí Radotín) a Berounem, turisticky nejznámější částí je oblast Karlštejna. Na severu sahá až po Zadní Kopaninu a Loděnici, na západě po Koněprusy, na jihu po Všeradice a Zadní Třebaň.

## Charakteristika území
Jde o území tvořené převážně prvohorními usazeninami (vápenci, břidlicemi) silurského a devonského stáří s četnými krasovými jevy včetně jeskyní patřících k největším v Čechách. Přes svou malou nadmořskou výšku, která se pohybuje od 199 m n. m. (hladina Berounky) do 499 m n. m. (vrch Bacín), se zde vytvořil velmi pestrý členitý reliéf, zejména díky erozní činnosti Berounky a jejích přítoků, jejichž údolí mají mnohdy kaňonovitý ráz.
V oblasti se vyskytuje cenná teplomilná květena i zvířena, rovněž se zde nalézá velké množství cenných geologických profilů a světově významných nalezišť zkamenělin.
Lesní společenstva dubových hájů s velmi bohatě rozvinutým bylinným patrem si mnohde zachovala svůj přirozený ráz. V nejhodnotnějších oblastech byla vyhlášena maloplošná zvláště chráněná území, ze kterých rozlohou největší je Národní přírodní rezervace Karlštejn (1546 ha).

## Maloplošná zvláště chráněná území na území CHKO Český kras
- NPR Karlštejn
- NPR Koda
- NPP Černé rokle
- NPP Klonk
- NPP Kotýz
- NPP Zlatý kůň
- PR Karlické údolí
- PR Klapice
- PR Kobyla
- PR Kulivá hora
- PR Na Voskopě
- PR Radotínské údolí
- PR Staňkovka
- PR Tetínské skály
- PR Voškov
- PP Hvížďalka
- PP Krásná stráň
- PP Lom Kozolupy
- PP Syslí louky u Loděnice
- PP Špičatý vrch – Barrandovy jámy
- PP Zmrzlík

## Maloplošná zvláště chráněná území pod CHKO Český kras
V kompetenci Správy CHKO Český kras jsou tato další zvláště chráněná území nacházející se mimo CHKO: 
- NPR Větrušické rokle
- NPP Medník
- NPP Požáry
- NPP Dalejský profil
- NPP U Nového mlýna
- NPP Barrandovské skály
- NPP Lochkovský profil
- NPP Cikánka I